# Nuwara Eliya (district)
Nuwara Eliya (Singalees: Nuvara Ĕliya; Tamil: Nuvarĕliyā) is een district in de Centrale Provincie van Sri Lanka. Het heeft een oppervlakte van 1228 km². De hoofdstad is de stad Nuwara Eliya. De grootste religie is het hindoeïsme (51,0 %), gevolgd door het boeddhisme (39,7 %), het christendom (5 %) en de islam (2,7 %).
De demografisch verdeling is als volgt:
- Indische Tamil (50,6 %)
- Singalezen (40,2 %)
- Sri Lankaanse Tamil (6,5 %)
- Sri Lankaanse Moren (2,4 %)

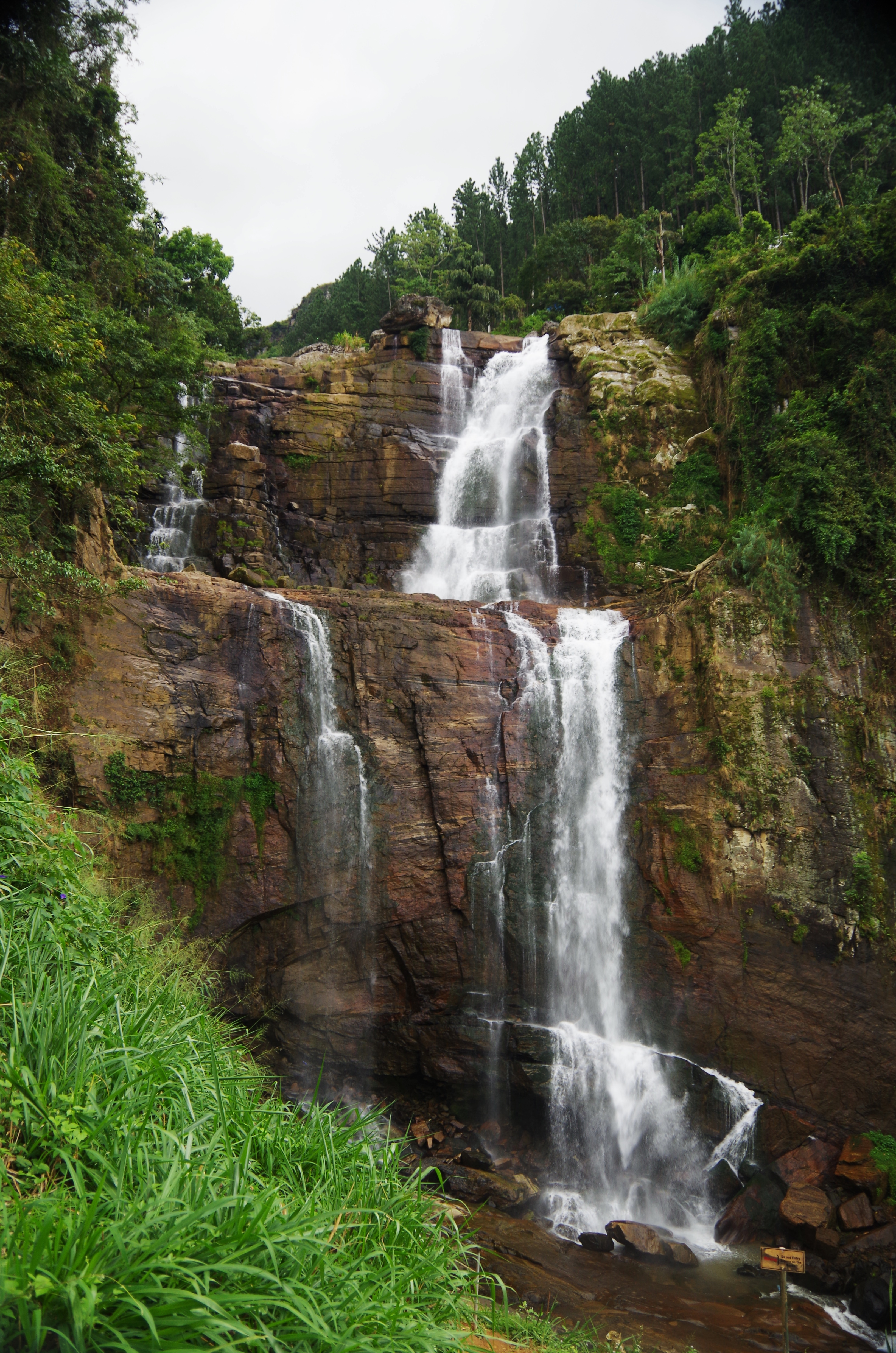
Ramboda watervallen
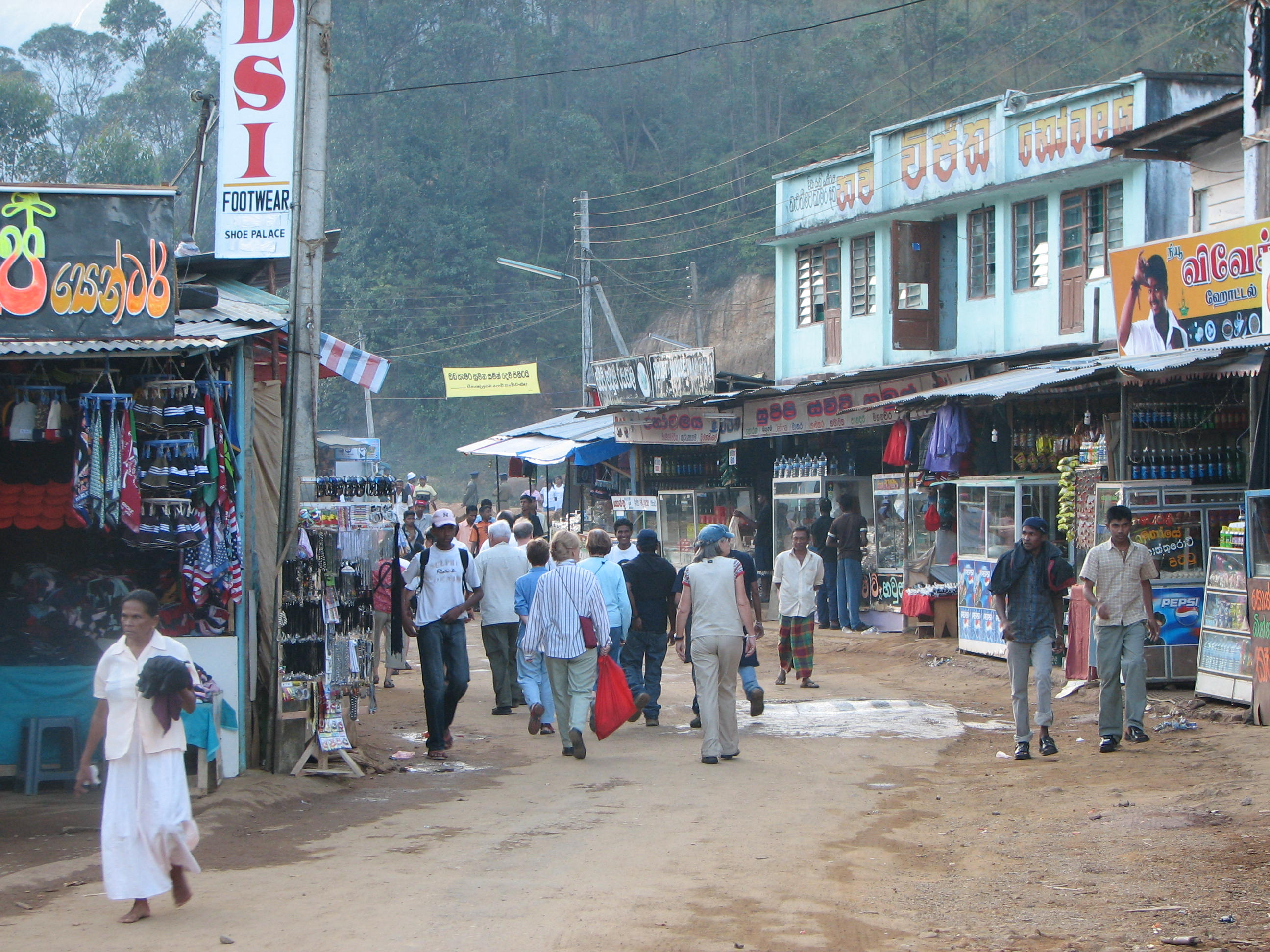
Maskeliya
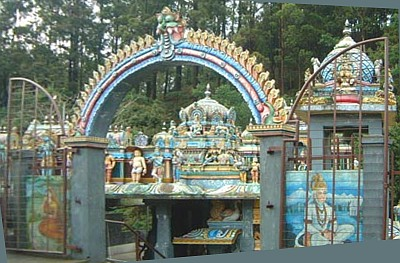
Seetha Amman Kovil
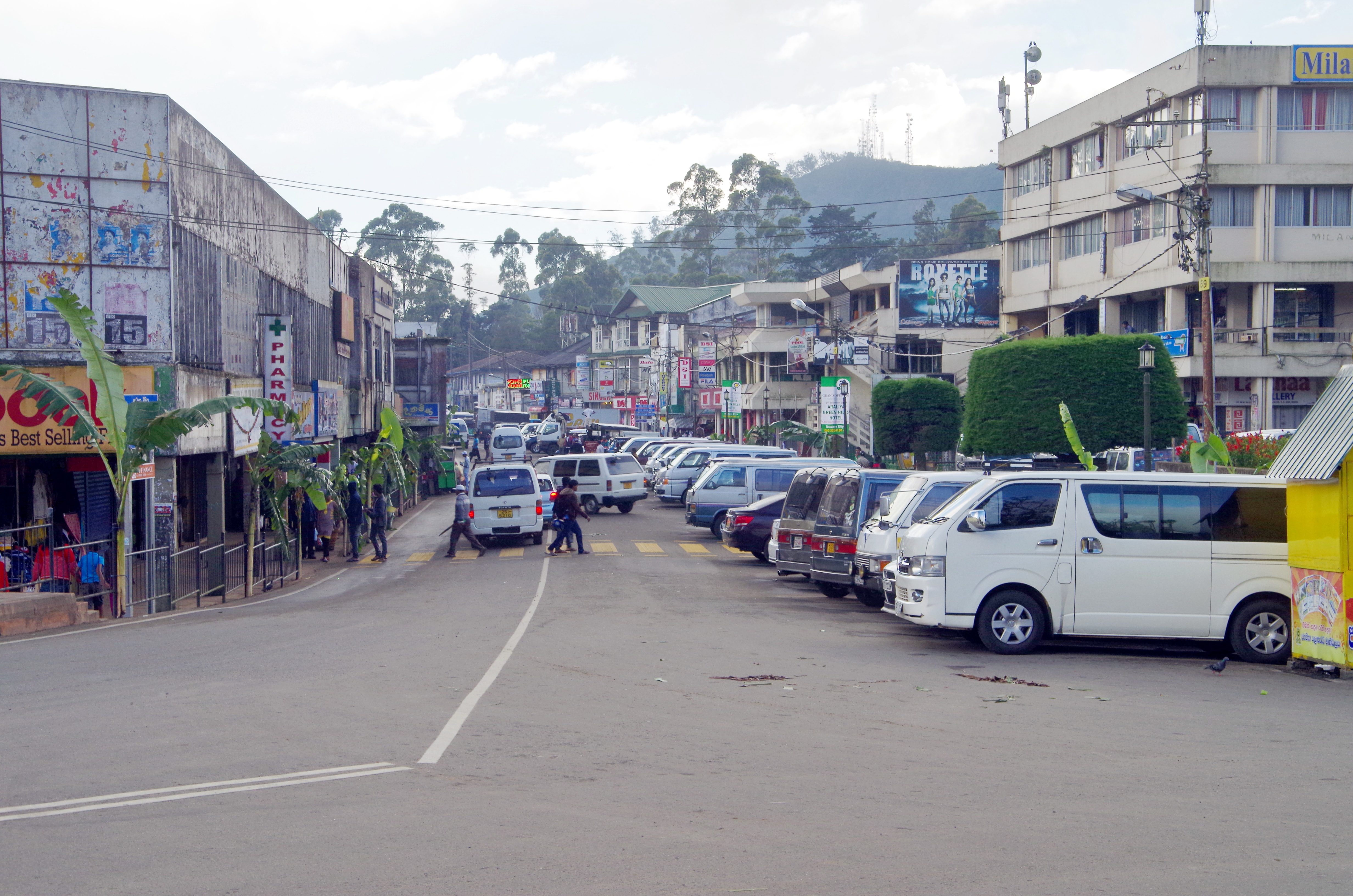
Nuwara Eliya

Centrale Provincie (Kandy · Matale · Nuwara Eliya) · Oostelijke Provincie (Ampara · Batticaloa · Trincomalee) · Noordelijke Centrale Provincie (Anuradhapura · Polonnaruwa) · Noordelijke Provincie (Jaffna · Kilinochchi · Mannar · Mullaitivu · Vavuniya) · Noordwestelijke Provincie (Kurunegala · Puttalam) · Sabaragamuwa (Kegalle · Ratnapura) · Uva (Badulla · Moneragala) · Westelijke Provincie (Colombo · Gampaha · Kalutara) · Zuidelijke Provincie (Galle · Hambantota · Matara)